# Epizeuxis pygata
Epizeuxis pygata là một loài bướm đêm trong họ Noctuidae.